# Christoph Trapp
Johann Christoph Baltasar Trapp (* 14. März 1768 in Landenhausen im Vogelsbergkreis; † 30. März 1830 in Ober-Ohmen) war ein deutscher Jurist und Landrat.

## Leben
Christoph Trapp wurde als Sohn des Amtsschultheißen Caspar Emanuel Trapp (1736–1814) und dessen Ehefrau Catharina Elisabeth Diehm (1840–1912) geboren und absolvierte ein Studium der Rechtswissenschaften an der Justus-Liebig-Universität Gießen und der Georg-August-Universität Göttingen.
Er war Oberschultheiß (heute: Bürgermeister) in Ober-Ohmen, Ortsteil von Mücke im Vogelsbergkreis. Daneben war er als Landrichter am Landgericht Gießen und Landgericht Alsfeld tätig. Von 1824 bis zu seinem Tod im Jahre 1830 war er Landrat des Kreises Friedberg.

### Familie
Trapp war verheiratet mit Elisabeth Bostel (1771–1840, Tochter des Hofrats Friedrich Jacob Bostel (1744–1810) und der Anna Franziska Dietz (1750–1796)). Aus der Ehe gingen die Kinder Gustav Hermann Franz (1801–1885, Justizrat), Mathilde (1803–1883, ∞ Carl Jakob Trapp (1802–1845, Posthalter)), Adolf (1806–1876, Kreisrat) und Amalie Caroline (1813–1884, ∞ Friedrich Luyken (1813–1887, Verleger)) hervor.